# Alresford
Alresford – wieś w Anglii, w hrabstwie Essex, w dystrykcie Tendring. Leży 39 km na wschód od miasta Chelmsford i 87 km na północny wschód od Londynu. Miejscowość liczy 2125 mieszkańców.